# The Unforgiven World Tour
The Unforgiven World Tour es el cuarto disco doble en vivo de la banda inglesa de hard rock y heavy metal Michael Schenker Group, publicado en septiembre del 2000 por SPV Records. La grabación se llevó a cabo en tres actuaciones en mayo de 1999 en el recinto The Edge en Palo Alto (California), dentro de la gira promocional del álbum The Unforgiven. El disco contiene canciones de la exbandas de Michael, Scorpions y UFO, además de su propia banda y su carrera como solista.

## Lista de canciones

### Disco uno
| N.º | Título                     | Escritor(es)                  | Duración |  |
| 1.  | «Armed and Ready»          | Schenker, Barden              | 5:03     |  |
| 2.  | «Only You Can Rock Me»     | Schenker, Phil Mogg, Pete Way | 4:01     |  |
| 3.  | «Natural Thing»            | Schenker, Mogg                | 3:21     |  |
| 4.  | «Pushed to the Limit»      | Schenker, Mogg                | 3:40     |  |
| 5.  | «Written in the Arena»     | Schenker, Sundin              | 3:40     |  |
| 6.  | «Captain Nemo»             | Schenker                      | 3:27     |  |
| 7.  | «Into the Arena»           | Schenker                      | 6:07     |  |
| 8.  | «Essences»                 | Schenker                      | 5:00     |  |
| 9.  | «Pilot of your Soul»       | Schenker, Kelling             | 4:53     |  |
| 10. | «The Mess I've Made»       | Schenker, Kelling             | 4:30     |  |
| 11. | «Fat City N.O.»            | Schenker, Kelling             | 4:30     |  |
| 12. | «On and On»                | Schenker, Barden              | 4:51     |  |
| 13. | «Attack of the Mad Axeman» | Schenker, Barden              | 4:53     |  |

### Disco dos
| N.º | Título                               | Escritor(es)                           | Duración |  |
| 1.  | «Assault Attack»                     | Schenker, Glen, Graham Bonnet, McKenna | 4:24     |  |
| 2.  | «Another Piece of Meat»              | Rudolf Schenker, Herman Rarebell       | 3:57     |  |
| 3.  | «Love to Love»                       | Schenker, Mogg                         | 7:22     |  |
| 4.  | «Too hot to Handle»                  | Mogg, Way                              | 3:54     |  |
| 5.  | «Lights Out»                         | Schenker, Way, Mogg, Andy Parker       | 5:14     |  |
| 6.  | «Bijou Pleasurette/Positive Forward» | Schenker                               | 6:00     |  |
| 7.  | «Doctor Doctor»                      | Schenker, Mogg                         | 5:09     |  |
| 8.  | «Rock Bottom»                        | Schenker, Mogg                         | 11:45    |  |

## Personal
- Michael Schenker: guitarra líder
- Keith Slack: voz
- Kelly Kelling: voz (canciones 9,10,11,12 y 13 de disco uno, 1 y 2 de disco dos)
- Barry Sparks: bajo
- Shane Gaalaas: batería
- Wayne Findlay: teclados y guitarra rítmica